# Институт микробиологии и вирусологии имени Д. К. Заболотного
Институт микробиологии и вирусологии им. Д. К. Заболотного НАН Украины — научный центр в области систематики, физиологии, биохимии микроорганизмов, биотехнологии, экологии и вирусологии.
Был создан в 1928 году в системе Наркомата просвещения УССР, в 1931 году был передан АН УССР (ныне — НАНУ). Названия:
- 1928—1944 — Институт микробиологии и эпидемиологии;
- 1944—1963 — Институт микробиологии имени Д. К. Заболотного;
- с 1963 — Институт микробиологии и вирусологии имени Д. К. Заболотного.

## История
Институт эпидемиологии и микробиологии был организован 31 мая 1928 года всемирно известным учёным академиком Д. К. Заболотным, учеником первого Нобелевского лауреата в области медицины Ильи Ильича Мечникова, президентом Всеукраинской академии наук (с 1 мая 1928 года), и входил в Наркомат просвещения УССР. С 1931 года — научное подразделение АН УССР. В 1944 году переименован в институт микробиологии им. Д. К. Заболотного, а в 1963 г. преобразован в институт микробиологии и вирусологии им. Д. К. Заболотного.
За годы существования института им руководили: Михаил Иванович Штуцер (1930), Николай Васильевич Стадниченко (1930—1933), член-корреспондент АН УССР Гнат Емелянович Ручко (1933—1937), Пётр Ефремович Марусенко (1937—1941), академик АН УССР Виктор Григорьевич Дроботько (1944—1962), член-корреспондент АН УССР Семен Никитич Московец (1962—1971), член-корреспондент АН УССР Дмитрий Григорьевич Затула (1971—1977), академик НАН Украины Валерий Вениаминович Смирнов (1977—2002). С 2003 года институтом руководит академик НАН Украины Валентин Степанович Подгорский.
Научно-исследовательская работа института была направлена на:
- решение теоретических проблем микробиологии и эпидемиологии и изыскание средств эффективной борьбы с инфекциями человека, животных и растений;
- изучение закономерностей развития и жизнедеятельности микроорганизмов и распространения их в природе;
- разработка методов широкого использования микробиологических процессов в сельском хозяйстве и промышленности.

Первой проблемой, с которой в 1937 году столкнулись учёные института, было выяснение этиологии массовой гибели лошадей в западных районах Украины и Белоруссии. Для этого была создана группа микробиологов в составе: В. Г. Дроботько (научный руководитель группы), П. Т. Ятель, Д. Г. Кудлай, Б. Ю. Айзенман, М. Г. Колесник, М. М. Пидопличко и Б. И. Каган, которая уже в 1938 году выяснила причины и ликвидировала очаг заболевания.
В 1942—1943 годах, находясь вместе с институтом в эвакуации в Уфе, Н. Н. Пидопличко и В. И. Билай установили этимологию септической ангины, смертельной болезни, которая быстро распространилась по территории Поволжья и Урала. Исследования учёных показали, что заболели те, кто питался продуктами, изготовленными из зерна зараженных злаков. Виновниками заражения оказались токсинообразующие микроскопические фузариновые грибы. Зараженные продукты были удалены из рациона, и это спасло тысячи человеческих жизней.
В 1944 году отделом общей и почвенной микробиологии (заведующий Л. И. Рубенчик) в результате исследований экологии и геохимической активности микроорганизмов была создана коллекция биологически активных стрептомицетов и азотофиксирующих бактерий, на основе которых разработаны препараты для растениеводства.
В послевоенные годы коллектив института занимался проблемой создания новых антимикробных лекарственных препаратов за счёт использования живых культур бактерий. Для этого был применён новый подход, при котором в ходе лечения инфекционных заболеваний впервые использовался принцип антагонизма различных бактериальных культур.
С 1954 года в институте занимаются проблемами вирусов растений, животных и микроорганизмов: выявлены и изучены многие вирусы-возбудители болезней основных сельскохозяйственных культур Украины, исследована их структура, физико-химические и антигенные свойства, взаимодействие вирусов с клетками-хозяевами.
С 1960-х годов стало разрабатываться новое направление — изучение лито- и гетеротрофных бактерий и микромицетов как факторов биокоррозии. Впервые была определена биогенная природа коррозии подземных бетонных и металлических конструкций (Андреюк, Екатерина Ивановна. «Литотрофные бактерии и микробиологическая коррозия.»). До настоящего времени институт занимается проблемой биологической коррозии на предприятиях приборостроительной, оптической, радио- и телекоммуникационной промышленности. Было установлено, что причиной коррозии точной техники являются микроскопические грибы, которые также наносят урон запасникам музеев и библиотек.
Под руководством Н. С. Дьяченко проведено комплексное исследование компонентов аденовирусов и особенности экспрессии их геномов, разработаны оригинальные технологии получения гамма-интерферонов человека и животных (Н. Я. Спивак).
В институте работали такие известные учёные:
- Н. Г. Холодный (1936—1938), академик АН УССР;
- Н. М. Пидопличко (1931—1975), член-корреспондент АН УССР;
- В. Й. Билай (1935—1994), член-корреспондент АН УССР;
- Н. Н. Сиротин (1944—1948), академик АМН СССР и член-корреспондент АН УССР;
- Б. Л. Исаченко (1944—1948), академик АН СССР;
- Л. И. Рубенчик (1944—1975), член-корреспондент АН УССР;
- Н. С. Дьяченко (1963—2003), член-корреспондент НАН Украины;
- Ю. Р. Малашенко (1959—2006), член-корреспондент НАН Украины[3];
- Е. И. Андреюк (1981—2013), член-корреспондент НАН Украины.[4]

## Научная деятельность
Институт занимается научными исследованиями основ биологической активности микроорганизмов и вирусов для её регулирования, а также изучение экологии, систематики микроорганизмов и вирусов, выявление их видов и штаммов для разработки биотехнологических процессов.
В современную структуру Института микробиологии и вирусологии им. Д. К. Заболотного НАН Украины входят 16 научных отделов и лабораторий.
В состав института входит мемориальный музей-усадьба Д. К. Заболотного в селе Заболотном Крыжопольского района Винницкой области.
Институт с 1934 года издает «Микробиологический журнал» (ISSN 1028-0987).
С 2004 года институт является соучредителем межведомственного тематического научного сборника «Сельскохозяйственная микробиология».
В институте находится украинская коллекция микроорганизмов (УКМ), на основе которой создан Каталог культур УКМ, включающий информацию о более 20 тыс. штаммах микроорганизмов различных таксономических групп. При УКМ основан Депозитарий непатогенных микроорганизмов, который проводит депонирование штаммов при патентовании изобретений в Украине (Постановление Кабинета Министров Украины от 12.10.1994 г. за № 705). Коллекция УКМ включена в Государственный реестр научных объектов, которые составляют национальное достояние Украины (Постановление Кабинета Министров Украины от 01.04.1999 г. за № 527).
Для проведения контроля качества лекарственных средств при УКМ создана коллекция из 38 референтных тест-штаммов.